# Dekanat Pisek
Dekanat Pisek – jeden z 10 dekanatów diecezji czeskobudziejowickiej w Czechach. W jego skład wchodzi 36 parafii. 

## Lista parafii
| Lp. | Miejscowość             | Parafia                                                          |
| --- | ----------------------- | ---------------------------------------------------------------- |
| 1   | Albrechtice nad Vltavou | Parafia Świętych Apostołów Piotra i Pawła                        |
| 2   | Bernartice              | Parafia św. Marcina                                              |
| 3   | Březnice u Příbrami     | Parafia św. Ignacego Loyoli i św. Franciszka Ksawerego           |
| 4   | Bubovice                | Parafia św. Wacława                                              |
| 5   | Čimelice                | Parafia Trójcy Przenajświętszej                                  |
| 6   | Čížová                  | Parafia św. Jakuba Starszego Apostoła                            |
| 7   | Drahenice               | Parafia Niepokalanego Poczęcia Najświętszej Maryi Panny          |
| 8   | Heřmaň u Písku          | Parafia św. Idziego                                              |
| 9   | Hvožďany                | Parafia Nawiedzenia Najświętszej Maryi Panny i św. Prokopa Opata |
| 10  | Chraštice               | Parafia Nawiedzenia Najświętszej Maryi Panny                     |
| 11  | Chřešťovice             | Parafia św. Jana Chrzciciela                                     |
| 12  | Chyšky                  | Parafia św. Prokopa Opata                                        |
| 13  | Kestřany                | Parafia św. Katarzyny                                            |
| 14  | Klučenice               | Parafia św. Jana Chrzciciela i św. Antoniego                     |
| 15  | Kostelec nad Vltavou    | Parafia Narodzenia Najświętszej Maryi Panny                      |
| 16  | Kovářov                 | Parafia Wszystkich Świętych                                      |
| 17  | Krč                     | Parafia św. Wacława                                              |
| 18  | Květov                  | Parafia św. Jana Chrzciciela                                     |
| 19  | Lašovice                | Parafia Nawiedzenia Najświętszej Maryi Panny                     |
| 20  | Milevsko                | Parafia Nawiedzenia Najświętszej Maryi Panny                     |
| 21  | Mirotice                | Parafia św. Idziego                                              |
| 22  | Mirovice                | Parafia św. Klemensa                                             |
| 23  | Myšenec                 | Parafia św. Pawła                                                |
| 24  | Nadějkov                | Parafia Trójcy Przenajświętszej                                  |
| 25  | Orlík nad Vltavou       | Parafia św. Prokopa Opata                                        |
| 26  | Oslov                   | Parafia św. Leonarda                                             |
| 27  | Písek                   | Parafia Narodzenia Najświętszej Maryi Panny                      |
| 28  | Pohoří                  | Parafia Świętych Apostołów Piotra i Pawła                        |
| 29  | Protivín                | Parafia św. Elżbiety                                             |
| 30  | Putim                   | Parafia św. Wawrzyńca                                            |
| 31  | Radobytce               | Parafia św. Andrzeja                                             |
| 32  | Sepekov                 | Parafia Imienia Najświętszej Maryi Panny                         |
| 33  | Starý Rožmitál          | Parafia Podwyższenia Krzyża Świętego                             |
| 34  | Tochovice               | Parafia św. Marcina                                              |
| 35  | Veselíčko               | Parafia św. Anny                                                 |
| 36  | Záhoří                  | Parafia św. Michała                                              |